# Mouche domestique
Musca domestica
Pour les articles homonymes, voir Mouche.
Espèce
La mouche domestique (Musca domestica), est la plus commune des espèces de mouches. Elle porte le nom de domestique bien que ce ne soit pas un animal domestique, mais c'est un insecte qui entre volontiers dans les maisons (domus en latin). Cette synanthropie en fait l'un des insectes ayant la plus vaste aire de répartition dans le monde.

## Description

Anatomie de la mouche domestique.

Les adultes mesurent de 5 à 8 mm de long et leur poids moyen est de 7 mg. Leur thorax est gris, avec quatre lignes noires longitudinales sur le dos. La face ventrale de l'abdomen est grise. Le corps entier est recouvert de soies. Elles ont des yeux composés rouges. Les femelles sont légèrement plus grosses que les mâles. Les pièces buccales de la mouche forment une trompe se terminant par deux coussinets munis de pores, par lesquels la mouche aspire sa nourriture.

## Distribution
La mouche domestique est probablement l'insecte dont la répartition est la plus large au monde ; elle est largement associée à l'Homme et l'a accompagné tout autour du globe. Elle est présente dans l'Arctique, ainsi que sous les tropiques, où elle est abondante. Elle est présente dans toutes les régions peuplées d'Europe, d'Asie, d'Afrique, d'Australasie et des Amériques. 

## Risque de confusion
Certaines espèces sont assez similaires, en apparence, avec la mouche domestique :
- la petite mouche domestique, Fannia canicularis ;
- la mouche charbonneuse, Stomoxys calcitrans, capable de piquer.

## Cycle de vie
Chaque femelle peut pondre jusqu'à 1 000 œufs, généralement en 5 fois avec chaque fois une centaine d'œufs déposés. Les œufs sont blancs et mesurent environ 1,2 mm de longueur. Au bout d'une seule journée, les larves (asticots) en sortent. Elles vivent et se nourrissent sur les matières organiques (généralement mortes et en voie de décomposition avancée, telles qu'un cadavre, des détritus ou des excréments) sur lesquelles elles ont été déposées. Les asticots sont blanc pâle, d'une longueur de 3 à 9 mm. Ils sont plus fins dans la région buccale et n'ont pas de pattes. À la fin de leur troisième mue, les asticots rampent vers un endroit frais et sec et se transforment en pupes, de couleur rougeâtre ou brune et mesurant environ 8 mm de long.

Les mouches adultes en émergent grâce à leur ptiline. Les adultes vivent de deux semaines à un mois dans la nature ou plus longtemps dans les conditions plus confortables d'un laboratoire. Après avoir émergé de la pupe, les mouches cessent de grandir. De petites mouches ne sont pas des mouches jeunes, mais ce sont des mouches qui n'ont pas eu suffisamment de nourriture durant leur stade larvaire.

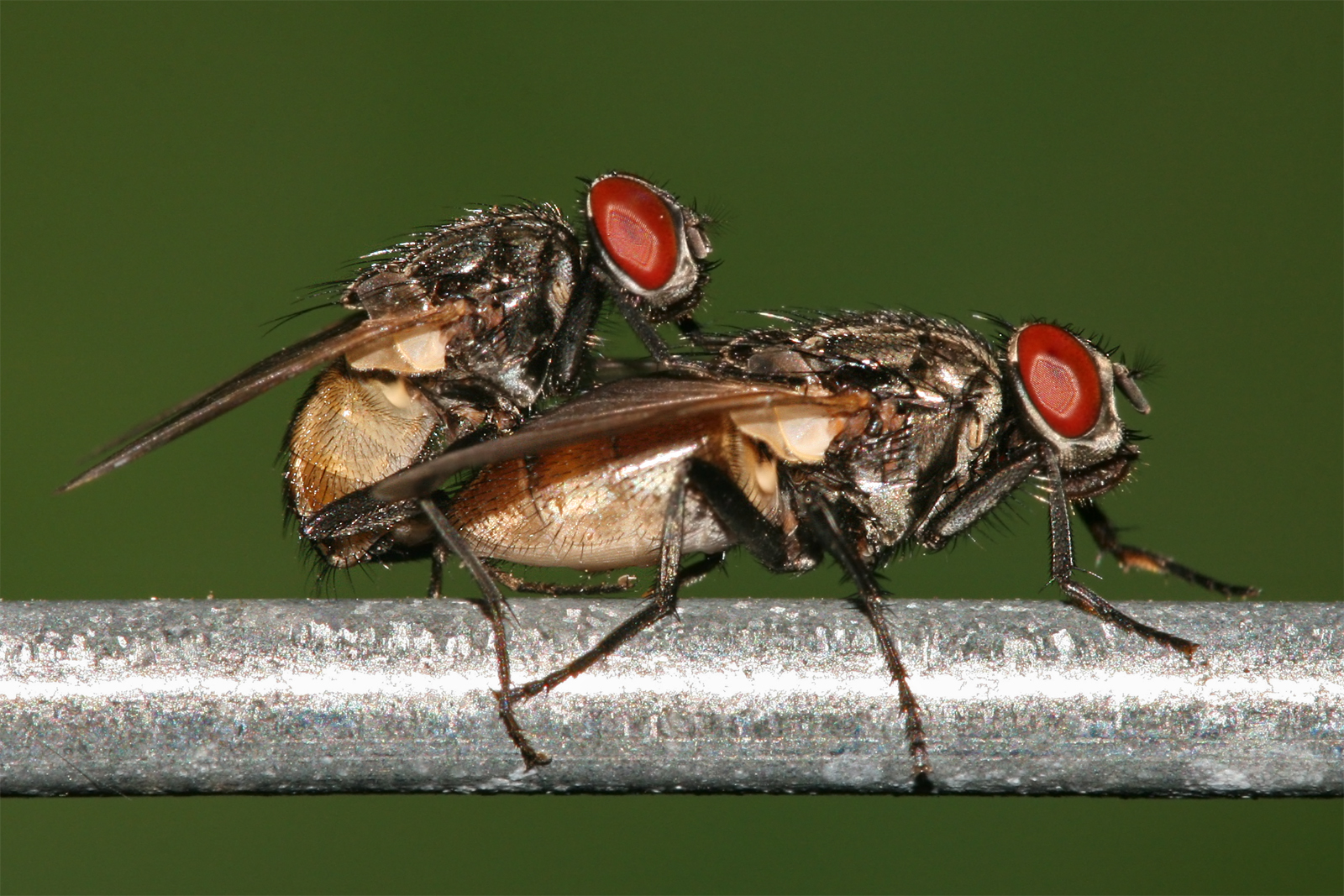
accouplement

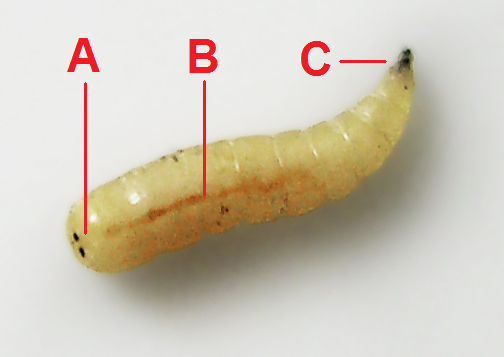
Asticot de Musca domestica, A = arrière avec des trous de respiration, B = canaux, C = tête.

À peu près trente-six heures après son émergence de la pupe, la femelle est réceptive pour l'accouplement. Le mâle la monte sur le dos et lui injecte du sperme. Normalement, la femelle ne s'accouple qu'une seule fois, stockant le sperme et pouvant l'utiliser lors de plusieurs pontes. Les mâles sont territoriaux : ils défendent un territoire contre l'intrusion d'autres mâles et cherchent à s'accoupler avec toute femelle qui pénètre sur ce territoire.
Des guêpes susceptibles de parasiter les asticots pondent leurs œufs dans les pupes dont leur descendance se nourrira.

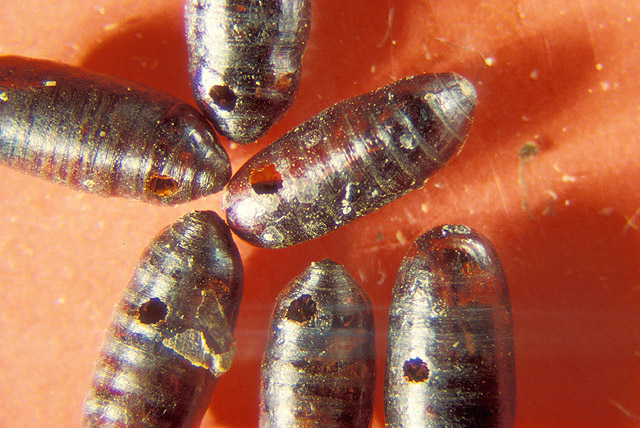
Pupes de mouches domestiques tuées par des guêpes parasites.

Chaque pupe est percée d'un trou par lequel émergera une seule guêpe adulte. La larve de la guêpe s'en nourrit pendant son parasitage. Certaines espèces de guêpes peuvent également tuer la pupe de mouche.
La prolifération des mouches dépend de la température : généralement, plus il fait chaud, plus les mouches se développent. Durant l'hiver, la plupart d'entre elles survivent au stade larvaire ou pupal dans des lieux plus chauds et protégés.
Une mouche domestique peut être infectée par des champignons entomopathogènes tels que Entomophthora muscae ou Beauveria bassiana. Afin de lutter contre leur développement, elles peuvent se mettre dans des états fiévreux qu'elles peuvent moduler en fonction de la gravité de l'infection.

## Comportements typiques
Les mouches domestiques ne peuvent absorber que de la nourriture liquide. Elles excrètent de la salive sur la nourriture solide, la pré-digérant avant de la réabsorber. Elles régurgitent également des matières partiellement digérées pour les réabsorber ensuite.

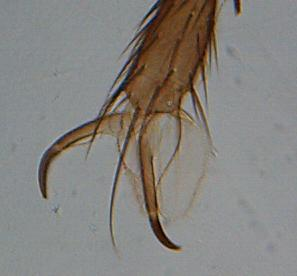
Patte de mouche domestique.

Les mouches peuvent marcher sur des surfaces verticales, ou même la tête en bas au plafond, grâce aux effets de la tension superficielle due à des liquides sécrétés par des glandes situées près des pattes.
Les mouches se nettoient régulièrement les yeux avec leurs pattes antérieures et époussettent leurs pattes en les frottant l'une sur l'autre (aussi bien les pattes antérieures que postérieures). Elles le font notamment parce que de nombreux récepteurs gustatifs et olfactifs se situent sur leurs pattes.

## Mécanisme de détermination du sexe

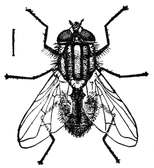
Illustration d'une mouche domestique

La mouche domestique est l'objet de recherches en biologie, principalement du fait d'une qualité remarquable  : le mécanisme de détermination du sexe. Bien qu'il existe une grande variété de mécanismes de détermination du sexe dans la nature (par exemple l'hétérogamie mâle et femelle, l'haplodiploïdie, les facteurs environnementaux), la façon dont le sexe est déterminé est habituellement fixe au sein d'une espèce. Cependant, la mouche domestique dispose de plusieurs mécanismes différents pour mettre en place le sexe des individus, tels que l'hétérogamie mâle (comme la plupart des insectes et des mammifères), l'hétérogamie femelle (comme chez les oiseaux) et le contrôle maternel sur le sexe de la descendance. Ceci fait de la mouche domestique une des espèces les plus utiles pour étudier l'évolution de la détermination sexuelle.

## Évolution
Bien que l'ordre des diptères soit bien plus vieux, les vraies mouches domestiques ont entamé leur spéciation au début de l'ère cénozoïque, il y a 65 millions d'années.

On pense qu'elles sont apparues dans le sud de la région paléarctique. Du fait de leur relation de commensalisme étroit avec l'homme, elles doivent leur dispersion mondiale au fait de co-migrations avec lui,.

## Relations avec les humains
La mouche domestique est en elle-même inoffensive pour l'humain mais son mode de vie implique un risque au niveau de l'hygiène. Elle n'est pas associée à la transmission d'une maladie en particulier mais une étude de 2017 a montré qu'elle pouvait transporter des agents pathogènes associés à des bactériémies, septicémies et maladies gastro-entériques.
Les usages des mouches domestiques sont limités cependant les larves sont aussi nutritives que la farine de poisson et pourraient être utilisées pour convertir les déchets en aliments pour animaux à base d'insectes pour les poissons d'élevage et le bétail. Les larves de mouches domestiques sont utilisées dans des cures traditionnelles depuis la période Ming en Chine (1386 AD) pour une série de conditions médicales et ont été considérées comme une source utile de chitosane, avec des propriétés antioxydantes, et peut-être d'autres protéines et polysaccharides de valeur médicale.
Les mouches domestiques ont été utilisées dans l'art et les artefacts de nombreuses cultures. Dans les peintures de vanités européennes des XVIe siècle et XVIIe siècle, les mouches domestiques sont parfois utilisées comme memento mori. Elles peuvent également être utilisées pour d'autres effets comme dans la peinture flamande, le Maître de Francfort (1496). Les amulettes de mouches domestiques étaient populaires dans l'Égypte ancienne.